# Communauté de communes du Pays de Pézenas
La communauté de communes du Pays de Pézenas est une ancienne communauté de communes française, située dans le département de l'Hérault, en région Languedoc-Roussillon.

## Histoire
Créée le 18 avril 1995, la communauté de communes du Pays de Pézenas regroupait onze communes : Adissan, Aumes, Bessan, Caux, Cazouls-d'Hérault, Florensac, Lézignan-la-Cèbe, Montagnac, Nizas, Pézenas et Saint-Pons-de-Mauchiens.
Le 31 décembre 2002, l'intercommunalité fusionne avec la communauté de communes des Pays d'Agde pour former la communauté d'agglomération Hérault Méditerranée.

## Composition
Elle regroupait onze communes :
| Nom                     | Code Insee | Gentilé      | Superficie (km2) | Population (pop. légale 1999) | Densité (hab./km2) |
| ----------------------- | ---------- | ------------ | ---------------- | ----------------------------- | ------------------ |
| Adissan                 | 34002      | Adissanais   | 4,46             | 736                           | 165                |
| Aumes                   | 34017      | Aumois       | 7,39             | 310                           | 42                 |
| Bessan                  | 34031      | Bessanais    | 27,65            | 4 025                         | 145                |
| Caux                    | 34063      | Caussinards  | 24,84            | 1 968                         | 79                 |
| Cazouls-d'Hérault       | 34068      | Cazoulins    | 4,39             | 272                           | 62                 |
| Florensac               | 34101      | Florensacois | 36,9             | 3 859                         | 104                |
| Lézignan-la-Cèbe        | 34136      | Lézignanais  | 6,13             | 1 013                         | 165                |
| Montagnac               | 34162      | Montagnacois | 39,81            | 2 981                         | 75                 |
| Nizas                   | 34184      | Nizaçois     | 8,53             | 525                           | 61                 |
| Pézenas (siège)         | 34199      | Piscénois    | 29,56            | 7 443                         | 252                |
| Saint-Pons-de-Mauchiens | 34285      | Saint-Ponais | 13,58            | 513                           | 38                 |

## Administration

### Siège
Le siège de la communauté de communes était à Pézenas, 4 place Frédéric Mistral.

### Liste des présidents
| Période                                  | Période       | Identité          | Étiquette | Qualité                        |
| ---------------------------------------- | ------------- | ----------------- | --------- | ------------------------------ |
| Les données manquantes sont à compléter. |               |                   |           |                                |
| janvier 1997                             | décembre 2002 | Alain Vogelsinger | DVD       | Maire de Pézenas (1995 → 2020) |